# Banīvand
Banīvand (persiska: نَبيوَند, بنی وند, Nabīvand) är en ort i Iran.   Den ligger i provinsen Lorestan, i den nordvästra delen av landet, 400 km sydväst om huvudstaden Teheran. Banīvand ligger 1 821 meter över havet och antalet invånare är 387.
Terrängen runt Banīvand är varierad. Runt Banīvand är det ganska tätbefolkat, med 56 invånare per kvadratkilometer. Närmaste större samhälle är Nūrābād, 8,9 km söder om Banīvand. Trakten runt Banīvand består i huvudsak av gräsmarker.